# Vicente Armesto Hernández
Vicente Armesto Hernández  (Madrid, 22 de enero de 1801-ibídem, 1866) fue hacendista y político español.  

## Biografía
Hijo de un contador en la Contaduría Mayor de Cuentas, en esta misma ingresó en 1819, habiendo cursado estudios en el Seminario de Nobles. Después de estar destinado en Santiago de Compostela; a partir de 1834 ocupó plaza de oficial en la Subdelegación de Fomento de Gerona, para pasar en 1836 a la de Salamanca. En 1838 era oficial segundo del Tribunal Mayor de Cuentas. Entre el 19 y el 20 de octubre, en el cortísimo gobierno del  conde de Clonard fue su ministro de Hacienda. 
| Predecesor: Juan Bravo Murillo | ministro de Hacienda 1849 | Sucesor: Juan Bravo Murillo |